# Tipula (Eumicrotipula) valdiviana
Tipula (Eumicrotipula) valdiviana is een tweevleugelige uit de familie langpootmuggen (Tipulidae). De soort komt voor in het Neotropisch gebied.